# LPD433
LPD (англ. Low Power Device) — загальна назва діапазону 433,05—434,79 МГц, у якому дозволена робота радіопереговорних пристроїв, пристроїв телеметрії і сигналізації з максимальною дозволеною потужністю до 10 мВт.
У більшості країн світу в цьому діапазоні дозволена робота пристроїв без спеціальних дозволів і ліцензій за умови дотримання деяких обмежень (використання вбудованої антени з коефієнтом підсилення не більше 0dBi, обмеження потужності випромінювання). В Україні на безліцензійній основі у LPD діапазоні дозволена робота радіопереговорних пристроїв, пристроїв телеметрії та радіодистанційного керування з обмеженням потужності у 10 мВт, та пристроїв медичного призначення з обмеженням потужності у 1кВт.
Фактично, експлуатується багато пристроїв LPD-діапазону із вихідною потужністю більшою за 10мВт, у тому числі передавачі двостороннього зв'язку автосигналізацій, передавачі датчиків побутових метеостанцій а також радіоаматорські радіостанції та ретранслятори, потужність передавачів яких може складати одиниці і десятки ват.
При виборі каналу для спілкування між собою зверніть увагу, що канал LPD 35 (а насправді приблизно від 34 до 38) використовується автомобільними сигналізаціями, на деяких каналах можуть бути постійні радіозавади, а на інших каналах може бути періодична передача якихось телеметричних даних, яка звучить або як постійне шипіння, або як "пищання" різної тональності. Якщо якийсь канал вам здається начебто вільним, то спочатку прослухайте його протягом одного-двох днів, не використовуючи субтонів CTCSS та кодів DCS.

## Канали
Діапазон поділений на 69 каналів з кроком 25кГц, починаючи з 433.075МГц
| Канал | Частота (МГц) | Канал | Частота (МГц) | Канал | Частота (МГц) |
| ----- | ------------- | ----- | ------------- | ----- | ------------- |
| 1     | 433.075       | 24    | 433.650       | 47    | 434.225       |
| 2     | 433.100       | 25    | 433.675       | 48    | 434.250       |
| 3     | 433.125       | 26    | 433.700       | 49    | 434.275       |
| 4     | 433.150       | 27    | 433.725       | 50    | 434.300       |
| 5     | 433.175       | 28    | 433.750       | 51    | 434.325       |
| 6     | 433.200       | 29    | 433.775       | 52    | 434.350       |
| 7     | 433.225       | 30    | 433.800       | 53    | 434.375       |
| 8     | 433.250       | 31    | 433.825       | 54    | 434.400       |
| 9     | 433.275       | 32    | 433.850       | 55    | 434.425       |
| 10    | 433.300       | 33    | 433.875       | 56    | 434.450       |
| 11    | 433.325       | 34    | 433.900       | 57    | 434.475       |
| 12    | 433.350       | 35    | 433.925       | 58    | 434.500       |
| 13    | 433.375       | 36    | 433.950       | 59    | 434.525       |
| 14    | 433.400       | 37    | 433.975       | 60    | 434.550       |
| 15    | 433.425       | 38    | 434.000       | 61    | 434.575       |
| 16    | 433.450       | 39    | 434.025       | 62    | 434.600       |
| 17    | 433.475       | 40    | 434.050       | 63    | 434.625       |
| 18    | 433.500       | 41    | 434.075       | 64    | 434.650       |
| 19    | 433.525       | 42    | 434.100       | 65    | 434.675       |
| 20    | 433.550       | 43    | 434.125       | 66    | 434.700       |
| 21    | 433.575       | 44    | 434.150       | 67    | 434.725       |
| 22    | 433.600       | 45    | 434.175       | 68    | 434.750       |
| 23    | 433.625       | 46    | 434.200       | 69    | 434.775       |